# De Havilland Mosquito
Де Хевілленд Москіто (англ. De Havilland Mosquito) — британський багатоцільовий бойовий літак (важкий винищувач/винищувач-бомбардувальник/легкий бомбардувальник/нічний винищувач/штурмовик/розвідувальний літак), що перебував на озброєнні Королівських Повітряних сил за часів Другої світової та у післявоєнний час. Завдяки своїй конструкції з дерев'яних складових здобув прізвисько «Дерев'яне чудо» або «Моссі».
Цільнодерев'яний «Москіто» — один з найвдаліших проектів в історії авіації. У багатофункціональності з цим літаком міг змагатися тільки Ju-88. Конструктори прагнули створити бомбардувальник, з яким не потрібно було б захисне озброєння — внаслідок надзвичайно високої швидкості. Спочатку сконструйований як швидкісний бомбардувальник без стрілецького озброєння, «Москіто» продемонстрував виключно чудові якості та поступово став використовуватись у всіх спектрах бойового застосування — в ролі середнього денного та висотного нічного бомбардувальників, денного і нічного винищувачів, винищувача-бомбардувальника, штурмовика, літака безпосередньої підтримки флоту, літака фоторозвідки, поштового літака перевезення VIP-пасажирів та доставляння цінних документів у небі над окупованою німцями Європою та ще для виконання безлічі різнорідних завдань.
На час прийняття на озброєння «Москіто» був найшвидшим серійним літаком у світі.

## Історія
На початку 1930-х років компанія британського інженера-авіаконструктора Джефрі Де Хевіленда «Де Хевілленд» мала добру репутацію розробника високоякісних літаків, багато з яких були унікальними та неперевершеними у своєму класі. Серед них були високошвидкісні спортивні літаки DH.88 Comet, що успішно виступали в змаганнях на перегонах літаків того часу. Чотиримоторний транспортний Albatross, що розроблявся на заміну біпланам типу H.P.42, створювався цілком з композитного дерева, цей принцип надалі ліг в основу проектування та розробки «Москіто». Застосування дерев'яного монокока компенсувало без втрат для технічних характеристик літака наявність на літальному апараті малосильного двигуна Gipsy Twelve.
8 вересня 1936 року, міністерство Повітряних сил Великої Британії видало замовлення P.13/36 на розробку двомоторного середнього бомбардувальника з такими льотно-технічними характеристики: бомбове навантаження 1400 кг, політ на відстань 4800 км із максимальною швидкістю 443 км/год; стеля польоту — 4600 м. Також обумовлювалась додаткова вимога до літака — доставити максимальне бомбове навантаження 3600 кг на меншу відстань польоту до визначеної цілі. Головні розробники та виробники Британії включились до проектування бомбардувальника з такими характеристиками. Переможцями стали Avro Manchester та Handley Page Halifax.

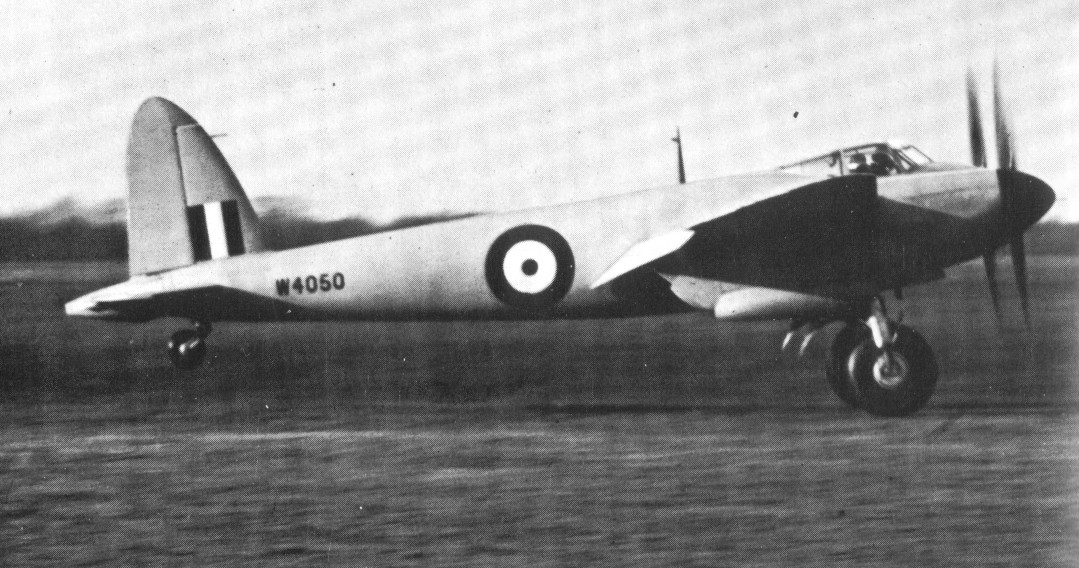
Приземлення прототипу DH. 98 «Москіто», серійний номер W4050 на тестових випробуваннях. Січень 1941

У травні 1937 року, Джордж Волкерт, головний авіаконструктор компанії Handley Page, виступив з революційною концепцією розробки швидкісного, але неоснащеного стрілецькою зброєю бомбардувальника. У своїх пропозиціях він вичерпно обмальовував переваги такого літака - який, маючи навантаження у 1400 кг авіаційних бомб за швидкісними параметрами переважав навіть найкращий винищувач Королівських Повітряних сил — Supermarine Spitfire, який щойно перебував на стадії випробувань. До того ж він пропонував з метою економії коштовних металів використовувати дерев'яні деталі та обшивку літака. У вищих колах міністерства та серед фахівців авіаційної промисловості розпалились тривалі суперечки і обговорення. Палким прибічником пропозиції Волкерта став Де Хевілленд, який продовжив «пробивати» ідею дерев'яного бомбардувальника протягом тривалого часу.
Однак, у Міністерстві цю ідею сприйняли доволі прохолодно. У Великій Британії вже розгорталося виробництво чотирьох типів двомоторних суцільнометалевих бомбардувальників: «Бленхейма», «Уїтлі», «Веллінгтона» і «Гемпден» - тож усі виробничі потужності були зосереджені на випуску цих моделей.
Вже після початку війни, буквально зі вступом Об'єднаного Королівства у війну проти нацистської Німеччини, у вересні 1939 року конструктори фірми підготували три нових проекти невеликого цільнодерев'яного неозброєного бомбардувальника: два з моторами «Мерлін» і ще один з новітніми «Гріффонами». За розрахунками максимальна швидкість будь-якого з варіантів з вантажем 454 кг бомб перевершувала 640 км/год; у той час жоден із серійних винищувачів світу не міг розвинути й 600 км/год.
Після чергової серії суперечок, конструктори прикинули «ціну» установки на літак оборонної турелі з двома кулеметами «Браунінг». Маса машини з урахуванням третього члена екіпажу, самої установки, а також додаткової броні, палива і масла для їх транспортування за розрахунками зростала більш ніж на тонну, а швидкість зменшувалася приблизно на 48 км/год. У листопаді Де Хевілленд і Джордж Волкер знову звернулися до маршала повітряних сил В.Фрімена, тепер уже з цифрами в руках мотивуючи зайвість оборонних турелей. Головний аеродинамік фірми Кларксон «клявся на Біблії», що без турелі машина буде «дуже швидкохідною» і без великих зусиль зможе відірватись від ворожих перехоплювачів. «Турель тільки зіпсує літак», — стверджував він. Вілфред Фрімен погодився з думкою конструкторів і дав вказівку, поки неофіційну, продовжувати розробку бомбардувального і розвідувального варіантів машини.
У березні 1940 року Міністерство авіації нарешті уклало з «Де Хевілленд» контракт на будівництво 50-ти бомбардувальників (за новою специфікацією B.1/40) та розвідників (у тому числі прототип). Але, вже у травні 1940 року через початок активних бойових дій у Північній Європі міністр авіаційної промисловості лорд Бівербрук зажадав припинення всіх розробок із занадто віддаленими термінами готовності серійних зразків. Фрімену довелося тричі вмовляти Бівербрука не поширювати це рішення на літак D.H.98 «Москіто». Під його особисті гарантії, що до липня 1941 року всі 50 бомбардувальників та розвідників будуть передані Королівським повітряним силам, міністр авіапромисловості дозволив продовжити роботи над цим літаком. Однак, через декілька днів сталась Дюнкерська трагедія і падіння Франції, які змусили Бівербрука стати непохитним. Тепер усі зусилля Англії зосереджувались на виробництві вже існуючих винищувачів Хоукер «Харрікейн» і Супермарін «Спітфайр», а також бомбардувальників «Веллінгтон», «Уітлі» і «Бленхейм». У другу чергу кошти виділялися для доведення важких бомбардувальників Шорт «Стірлінг», Авро «Манчестер» і Хендлі «Пейдж Галіфакс», але не для D.H.98.
Тільки у липні генеральний директор Л.Мюррей переконав Бівербрука дозволити профінансувати роботи над «Москіто», але за умови — не припиняти випуск навчально-тренувальних літаків «Тайгер Мот» і «Оксфорд» та виділити виробничі потужності на ремонт пошкоджених «Харрікейнів» і ліцензійний випуск авіаційних двигунів «Мерлін».
25 листопада 1940 року Джеффрі Де Хевілленд-молодший здійснив перший політ на DH. 98 «Москіто», серійний номер W4050. Зазначалося, що з удвічі більшими, ніж у «Спітфайра», потужністю моторів, площею крила і більш ніж удвічі більшою вагою «Москіто» літав на 32 км/год швидше. Ніхто в Міністерстві авіації не повірив цьому — вони були вражені. Прототип, офіційно випробуваний у лютому 1941 року продемонстрував швидкість 631 км/год — більшу, ніж у будь-якого винищувача Королівської авіації.
19 лютого 1941 року дослідний прототип W4050 прибув на державні випробування до льотно-дослідницького центру Боскомб Даун. Цей літак продовжував перебувати під інтенсивними перевірками та тестами, демонструючи чудові характеристики «Москіто». В жовтні 1941 року на нього встановили нові «Мерлін» 61. На перших же випробуваннях літак побив власні рекорди, подолавши швидкість у 689 км/год на висоті 8 700 метрів зі снігоутримувачами та 703 км/год на висоті 8 900 метрів без снігоутримувачів.
20 квітня 1941 року на демонстрацію феноменальних можливостей літака прибув міністр авіаційної промисловості лорд Бівербрук з представниками США командувачем авіаційного корпусу американської армії генералом Г.Арнольдом та його помічником майором Е.Кесада, який пізніше писав:

| «Я згадую час, коли вперше побачив «Москіто», й як я був неймовірно здивований, хоча ми знали про нього. Ми були вражені його льотними характеристиками, він навіть виглядав швидким, і «Москіто» був за стандартами тих часів, надзвичайно витонченим літаком, добре спроектованим та ідеальним»[1] Оригінальний текст (англ.) «I ... recall the first time I saw the Mosquito as being impressed by its performance, which we were aware of. We were impressed by the appearance of the airplane that looks fast usually is fast, and the Mosquito was, by the standards of the time, an extremely well streamlined airplane, and it was highly regarded, highly respected» |
Популярність нового швидкісного бомбардувальника росла на очах. У травні Міністерство авіації запросило дані фірми про досягнуту максимальну швидкість польоту в період заводських випробувань. «Ми отримали 631 км/год на висоті 6600 м, — відповів у своєму листі глава фірми, — ця швидкість трохи більше розрахункової».
До початку серійного виробництва було виготовлено три прототипи: бомбардувальника, нічного винищувача і розвідника відповідно. Прототип нічного розвідника був готовий 15 травня 1941 року і оснащувався радаром AI MK.IV а також курсовим озброєнням з чотирьох 20-мм гармат і чотирьох 7,7-мм кулеметів.

## Основні модифікації
Розвідники (PR)
- PR Mk.I — перший серійний варіант літака з двигунами Rolls-Royce Merlin 21/23.
- PR Mk.IV — 32 B Mk.IV перероблені в фоторозвідники, з чотирма камерами на місці бомбового відділення.
- PR Mk.VIII — розроблений на основі PR Mk.IV фоторозвідник з двигунами Rolls-Royce Merlin 61 для висотних місій. Тільки п'ять побудовано.
- PR Mk.IX — варіант фоторозвідника на базі B Mk.IX. (90 екз.)
- PR Mk.XVI — фоторозвідник на базі B Mk.XVI (432 екз.)
- PR Mk.32 — п'ять PR Mk.XVI конвертованих для встановлення двигунів Rolls-Royce Merlin 113.
- PR Mk.34 — літак далекої дії для використання над південно-східною Азією. Оснащувався збільшеним паливним баком і двигунами Rolls-Royce Merlin 76 або Rolls-Royce Merlin 113.
- F-8 — 40 B Mk.XX перероблених в фоторозвідники. Використовувались ВПС США.

Бомбардувальники (B)
- B Mk.IV 1-ї серії — перероблені з розвідувального варіанту PR Mk.I. (10 екз.)
- B Mk.IV 2-ї серії — збільшено хвостові поверхні, змінено гондоли двигунів. 54 літаки було модифіковано для використання бомби «Блокбастер»[en], а 27 для використання обертових бомб. (263 екз.)
- B Mk.V — висотний варіант зі збільшеним розмахом крил. Серійно не вироблявся.
- B Mk.VI — виготовлявся в Канаді, на базі B Mk.V з двигунами Packard Merlin 31. (25 екз.)
- B Mk.IX — використано двигуни Rolls-Royce Merlin 72/73 (останні літаки — 76/77) з нагнітачами. Додано зовнішні підвіси для бомб або додаткових паливних баків. Деякі перероблені для використання бомб «Блокбастер» (54 екз.)
- B Mk.XVI — встановлена гермокабіна. В 1944 році всі були перероблені для використання бомб «Блокбастер». (402 екз.)
- B Mk.XX — канадський варіант B Mk.IV з американським обладнанням. Двигуни Rolls-Royce Merlin 31/33. (245 екз.)
- B Mk.25 — канадський варіант з двигунами Rolls-Royce Merlin 225 виготовленими за ліцензією фірмою Packard. (400 екз.)
- B Mk.35 — аналог Mk.XVI з двигунами Rolls-Royce Merlin 113/114. (276 екз.)

Нічні винищувачі (NF)
- NF Mk.II — оснащувався двигунами Rolls-Royce Merlin 21/23, радаром AI Mk.IV, а також чотирма 20-мм гарматами і чотирма 7,7-мм кулеметами.
- NF Mk.XII — 97 NF Mk.II перероблених для використання радара AI Mk.VIII, а також без кулеметів.
- NF Mk.XIII — серійний аналог NF Mk.XII, відрізнявся дещо більшими баками. (270 екз.)
- NF Mk.XV — варіант висотного перехоплювача. П'ять літаків було перероблено з B Mk.IV, через встановлення радара AI Mk.VIII і підвісного контейнера з чотирма 7,7-мм кулеметами.
- NF Mk.XVII — 100 NF Mk.XIII перероблених для використання радара AI Mk.X або американського радара SCR720.
- NF Mk.XIX — розроблений на основі NF Mk.XIII з двигунами Rolls-Royce Merlin 25, міг оснащуватись радарами AI Mk.X або SCR720.
- NF Mk.30 — висотна версія NF Mk.XIX з двигунами Merlin 72 або Merlin 76, радаром AI Mk.X і засобами радіоелектронної боротьби.
- NF Mk.36 — післявоєнна розробка на основі NF Mk.30 з потужнішими двигунами Merlin 113/114.
- NF MK.38 — NF Mk.36 з радаром AI Mk.IX.

Винищувачі-бомбардувальники (FB)
- FB Mk.VI — розроблений на базі NF Mk.II з аналогічним курсовим озброєнням і зовнішніми підвісами для 907 кг бомб. З 1944 року також з'явилась можливість використовувати ракети.
- FB Mk.XVIII — FB Mk.VI з двигунами Rolls-Royce Merlin 25 і 57-мм гарматою Моллінс замість 20-мм гармат. Також було посилено бронювання. В основному використовувався для атак малих суден противника.
- FB Mk.21 — канадський варіант FB Mk.VI з двигунами Packard Merlin 31/33 (3 екз.)
- FB Mk.26 — канадський варіант FB Mk.VI з двигунами Packard Merlin 225 (338 екз.)
- FB Mk.40 — австралійський варіант FB Mk.VI з двигунами Packard Merlin 31 (178 екз.)

Навчальні літаки (T)
- T Mk.III — навчальний літак з подвійним керуванням.
- T Mk.22 — канадський варіант навчального літака на базі FB Mk.21
- T Mk.27 — T Mk.22 з двигунами Packard Merlin 225.
- T Mk.43 — австралійський варіант з двигунами Packard Merlin 31

## Служба
«Де Хевілленд Москіто» виконували протягом війни величезну кількість бойових завдань у різних конфігураціях. 10 липня 1941 року відбувся перший бойовий виліт — розвідувальну місію здійснив третій прототип літака «Mosquito» W 4051. 20 вересня «Москіто» вперше зіткнувся з німецькими винищувачами і на практиці продемонстрував правильність ідеї швидкісного неозброєного літака: під час місії на західним узбережжям Франції самотній «Москіто» був перехоплений трьома Bf 109 над Бордо, але легко відірвався.
15 листопада 1941 року на бойове завдання вилетів перший серійний бомбардувальник «Mosquito» B Mk.IV. Через настання зими нечасті вильоти припинилися, але цей час було використано для призвичаєння екіпажів до нових літаків, які значно відрізнялись від «Блейнхенмів», які використовувались до цього. Але з 1942 року літаки цього типу вже використовувались на багатьох напрямках та в операціях. В основному їх застосовували при нальотах на невеличкі за розміром об'єкти промисловості, індустріальні центри, окремі будинки та споруди на території окупованої німцями Голландії та західної й північної Німеччини. 31 травня 1942 року, відразу після першого нальоту 1"000-і бомбардувальників", чотири «Москіто» здійснили бомбардування Кельна для перешкоджанню рятувальних робіт, і не зважаючи на готовність Люфтваффе змогли здійснити місію без втрат. 25 вересня відбулася ще одна відома місія, коли чотири бомбардувальники «Москіто» провели рейд на штаб-квартиру гестапо в Осло. З травня 1942 до квітня 1943 року авіаційні підрозділи «Москіто» втратили в боях 51 пілота швидкісних бомбардувальників.
«Москіто» широко застосовувався як літак передового авіанаведення (за англійською термінологією — «патфайндер» (англ. Pathfinders), що в нічний час передували ударним хвилям британського Бомбардувального командування під час стратегічного бомбардування німецьких міст та інфраструктури. Також їх використовували в ході так званих «докучливих рейдів», коли «Москіто» атакували цілі із застосуванням так званих бомб «Кукі» (1 800 кг (4 000 фунтів) бомб). «Москіто» вперше використали ці бомби під час нальоту на Дюссельдорф 24 лютого 1944 року.
Зрідка підрозділи «Москіто» виконували чисто «пропагандистські» бойові вильоти. Таким був наліт на Берлін 30 січня 1943 року. У цей день, як було заздалегідь оголошено, Г.Герінг і Й.Геббельс планували виступити по радіо на масовому мітингу. Трійка «Москіто» 105-ї ескадрильї раптово з'явилася над містом всього за кілька хвилин до виступу Герінга. І хоча місто було закрите суцільною хмарністю, оголошена повітряна тривога зіграла свою роль: виступ було зірвано.
У квітні 1943 року роздратований «безкарністю» цих літаків та «політичним знущанням над собою» Герман Герінг віддав наказ сформувати спеціальні ескадри у складі Люфтваффе — JG 25 під проводом оберст-лейтенанта Г.Ілефельда та JG 50 на чолі з майором Г.Графом, які цілеспрямовано боролись з британськими «Москітами». Втім, значного прориву в практиці знищення цих невловимих та безкарних літаків ескадри не досягли й незабаром були розформовані.
Знавіснілий Г.Герінг заявляв:
«У 1940 році більшість з моїх літаків літало понад Глазго, зараз це неможливо! Коли я бачу „Москіто“ я шаленію. Я стаю жовто-зеленим від заздрості. Британці, що на противагу нам мають добру можливість використовувати в авіації алюміній, наспіх збили прекрасний дерев'яний літак, котрий у них там може випускати будь-яка рояльна фабрика, й який має недосяжну швидкість, яка до того ж у них постійно зростає».
В кінці 1944 року в Австралію було перекинуто 628-му ескадрилію з літаками «Москіто» переобладнаними для використання обертових бомб, але в боях вона участі не брала. Частково це було пов'язано з відсутністю важливих японських кораблів, частково — з побоюваннями, що новий літак може бути захоплений противником.
Незважаючи на відносно високий рівень втрат на початковій фазі застосування, поступово англійські льотчики «Москіто» досягли високої майстерності й врешті-решт ескадрильї, озброєні цим типом літаків, мали найнижчий відсоток бойових втрат серед усіх інших літаків Бомбардувального командування. У післявоєнний час експерти прорахували економічну доцільність витрат на літаки та з'ясували, що «Москіто» були в 4,95 разів дешевше за «Ланкастери».

## Тактико-технічні характеристики

De Havilland Mosquito

### Технічні характеристики
|                                       | B. MK. IV               | B. Mk. IX               | B. Mk. XVI              | NF. Mk. XIX    | B. Mk. 35      |
| ------------------------------------- | ----------------------- | ----------------------- | ----------------------- | -------------- | -------------- |
| Екіпаж                                | 2 особи                 | 2 особи                 | 2 особи                 | 2 особи        | 2 особи        |
| Довжина                               | 12,22 м                 | 12,65 м                 | 12,65 м                 | 12,34 м        | 12,34 м        |
| Висота                                | 4,65 м                  | 4,65 м                  | 4,65 м                  | 4,65 м         | 4,65 м         |
| Розмах крил                           | 16,52 м                 | 16,52 м                 | 16,52 м                 | 16,52 м        | 16,52 м        |
| Площа крил                            | 40,9 м²                 | 40,9 м²                 | 40,9 м²                 | 40,9 м²        | 40,9 м²        |
| Маса порожнього                       | 6000 кг                 | 6300 кг                 | 6700 кг                 | 6622 кг        | 6644 кг        |
| Маса спорядженого                     | 8210 кг                 | -                       | 8210 кг                 | -              | -              |
| Максимальна злітна маса               | 10 152 кг               | 10 422 кг               | 11 766 кг               | 10 260 кг      | 10 422 кг      |
| Двигуни, марка 2 × Rolls-Royce Merlin | 21/23                   | 72/73                   | 76/77                   | 25             | 113/114        |
| Потужність                            | 2 × 1280 к. с.          | 2 × 1680 к. с.          | 2 × 1710 к. с.          | 2 × 1635 к. с. | 2 × 1690 к. с. |
| Максимальна швидкість                 | 612 км/год (на 4 300 м) | 657 км/год (на 7 900 м) | 668 км/год (на 8 500 м) | 608 км/год     | 667 км/год     |
| Швидкість підйому                     | 13,6 м/с                | —                       | 14,5 м/с                | —              | 13,8 м/с       |
| Операційна дальність                  | 2570 км                 | —                       | 2400 км                 | —              | 3145 км        |
| Практична стеля                       | 8300 м                  | 10 300 м                | 12 000 м                | 8 535 м        | —              |

### Озброєння
|                      |                       | B. MK. IV (1) | B. MK. IV (2) | B. Mk. IX | B. Mk. XVI | B. Mk. 35 |
| -------------------- | --------------------- | ------------- | ------------- | --------- | ---------- | --------- |
| Бомбове навантаження | у бомбовому відсіку   | —             | 908 кг        | 908 кг    | 1362 кг    | 1362 кг   |
| Бомбове навантаження | на зовнішній підвісці | 454 кг        | —             | 454 кг    | 454 кг     | 454 кг    |

## Країни-оператори
| - Австралія - Бельгія - Бірма - Велика Британія - Домініканська Республіка - Ізраїль - Канада | - Республіка Китай - КНР - Нова Зеландія - Норвегія - Південна Африка - Польща - СРСР | - США - Туреччина - Франція - Чехословаччина - Швейцарія - Швеція - Югославія |